# Chalkedonské vyznání
Chalkedonské vyznání (též přepisované jako chalcedonské) je vyznání víry definované Chalkedonským koncilem (4. ekumenický koncil) roku 451. 
Vyznání vzniklo jako odpověď na kontroverzi mezi různými teology o významu vtělení Ježíše Krista a vztahu lidské a boží přirozenosti v Kristu. Chalkedonský koncil a jeho vyznání nepřijaly monofyzitské církve.

## Text vyznání
| „ | My pak, následujíce svatých Otců všichni jednomyslně učíme lidi, aby vyznávali jednoho a téhož Syna, našeho Pána Ježíše Krista, jak dokonalého v božství, tak dokonalého v lidství, skutečně Boha a skutečně člověka, (který má) rozumovou duši a tělo, soupodstatného s Otcem co do božství a soupodstatného s námi co do lidství, jenž byl ve všem jako my, kromě hříchu, jenž byl počat přede všemi věky z Otce podle božství a v těchto posledních dnech za nás a za naši spásu narozeného z Panny Marie, Matky Boží, co do lidství, jednoho a téhož Krista, Syna, Pána, jednorozeného, aby (lidé) uznávali, že má dvě přirozenosti, nesmíšeně, neměnně, nerozdílně a neoddělitelně, a že toto rozlišení přirozeností není nijak zrušeno jejich spojením, avšak že vlastnost každé z přirozeností zůstala uchována, a je přítomna v jedné osobě a subsistenci, neodloučena ani nerozdělena do dvou osob, avšak v jednom a témž Synu, jednorozeném, Bohu-Slovu, Pánu Ježíši Kristu, jak o něm od počátku (stanovili) proroci a jak nás sám Pán Ježíš Kristus naučil a jak nám to předalo Vyznání svatých Otců. | “ |